# Estação Bellavista
A Estação Bellavista é uma das estações do Metrô de Valparaíso, situada em Valparaíso, entre a Estação Puerto e a Estação Francia. É administrada pelo Metro Regional de Valparaíso S.A..
A estação original foi inaugurada no século XIX, enquanto que atual edificação foi inaugurada em 23 de novembro de 2005. Localiza-se no cruzamento da Avenida Errázuriz com a Rua Pudeto. Atende o setor Plan.